# Пітсо Мосімане
Пітсо Мосімане (англ. Pitso Mosimane, нар. 26 липня 1964, Кагісо) — південноафриканський футболіст, що грав на позиції півзахисника. По завершенні ігрової кар'єри — тренер. З 2020 року очолює тренерський штаб команди «Аль-Аглі».

## Клубна кар'єра
У дорослому футболі дебютував 1982 року виступами за команду «Джомо Космос», в якій виступав до 1989 року з невеликими перервами на виступи за «Мамелоді Сандаунз».
1989 року перейшов до грецького клубу «Іонікос», за який відіграв 6 сезонів. Завершив професійну кар'єру футболіста виступами за команду «Іонікос» у 1995 році.

## Виступи за збірну
25 липня 1993 року дебютував в офіційних матчах у складі національної збірної ПАР в грі відбору на Кубок африканських націй проти Маврикію (3:1). Загалом протягом кар'єри у національній команді, яка тривала 2 роки, провів у її формі 4 матчі, забивши 1 гол.

## Кар'єра тренера
Розпочав тренерську кар'єру 2001 року, очоливши тренерський штаб клубу «Суперспорт Юнайтед», де пропрацював з 2001 по 2007 рік, вигравши Кубок Восьми (2004) та Кубок Південної Африки (2005). Він був визнаний тренером року в Південній Африці у сезоні 2004/05.
Наприкінці 2006 року він став тимчасовим тренером збірної Південної Африки, тренуючи її в чотирьох іграх до призначення Карлоса Альберто Паррейри головним тренером національної збірної, у якого Мосімане став працювати помічником тренера під час домашнього чемпіонат світу 2010 року та помічником Жоеля Сантани під час домашнього Кубку конфедерацій 2009 року.
15 липня 2010 року Мосімане був призначений новим головним тренером Південної Африки та отримав чотирирічний контракт. Втім збірна ПАР під його керівництвом несподівано не змогла пробитись на Кубок африканських націй 2012 року після того, як команда зіграла внічию у останній грі кваліфікації проти Сьерра-Леоне, коли потрібна була перемога. Через це Мосімане достроково покинув посаду.
2012 року Мосімане очолив «Мамелоді Сандаунз», з яким п'ять разів виграв чемпіонат країн, а також по два рази Кубок ПАР та Кубок ліги. Але найбільшим досягненням для Мосімане у клубі стала перемога у Лізі чемпіонів КАФ 2016 року, здолавши у фіналі єгипетський «Замалек» з рахунком 3:1, що зробило «Сандаунз» лише другою південноафриканською командою, яка виграла найпрестижніший африканський трофей після «Орландо Пайретс» в 1995 році. На початку наступного року команда Пітсо здобула і Суперкубок КАФ, обігравши конголезький «ТП Мазембе» (1:0).
30 вересня 2020 року Мосімане подав у відставку з посади тренера «Мамелоді Сандоунз» і став головним головним тренером каїрського «Аль-Аглі». Того ж року з цією командою він виграв чемпіонат і кубок Єгипту, а також вдруге у своїй кар'єрі виграв Лігу чемпіонів КАФ. Щоправда в усіх турнірах він керував командою лише на останніх етапах змагань. На початку 2021 року він повіз команду на клубний чемпіонат світу в Катарі, де здобув з командою бронзові нагороди, сенсаційно обігравши в грі за третє місце бразильський «Палмейрас» в серії пенальті.

## Титули і досягнення

### Командні
- Чемпіон ПАР (5):

«Мамелоді Сандаунз»: 2013/14, 2015/16, 2017/18, 2018/19, 2019/20
- Володар Кубка ПАР (3):

«Суперспорт Юнайтед»: 2005
«Мамелоді Сандаунз»: 2014/15, 2019/20
- Володар Кубка південноафриканської ліги (2):

«Мамелоді Сандаунз»: 2015, 2019
- Чемпіон Єгипту (1):

«Аль-Аглі» (Каїр): 2019/20
- Володар Кубка Єгипту (1):

«Аль-Аглі» (Каїр): 2019/20
- Переможець Ліги чемпіонів КАФ (3):

«Мамелоді Сандаунз»: 2016
«Аль-Аглі» (Каїр): 2019/20, 2020/21
- Володар Суперкубка КАФ (3):

«Мамелоді Сандаунз»: 2016
«Аль-Аглі»: 2020, 2021

### Особисті
- Тренер року чемпіонату ПАР: 2013/14, 2015/16, 2017/18, 2018/19, 2019/20[8]
- Тренер року КАФ: 2016